# Thalassianthus
Genre
Thalassianthus est une anémone de mer, du sous-ordre des Nyantheae et de la famille des Thalassianthidae.

## Liste des espèces
- Thalassianthus aster Rüppell et Leuckart, 1828
- Thalassianthus kraepelini Carlgren, 1900
- Thalassianthus senckenbergianus Kwietniewski, 1896